# Latvija na Pesmi Evrovizije
Latvija je na Pesmi Evrovizije prvič nastopila leta 2000 ter tedaj zasedla uspešno tretje mesto. Na Pesmi Evrovizije 2002 je latvijska predstavnica Marija Naumova s pesmijo I Wanna zmagala in leta 2003 je Evrovizijo gostila latvijska prestolnica Riga. Leta 2009 je skupina Intars Busulis zasedla v polfinalu zadnje mesto in tako dosegla najslabšo uvrstitev doslej.
Latvijska televizija Latvijas Televīzija izbira predstavnike v televizijskem šovu, imenovanem Eirodziesma. Po letu 2015 pa izbirajo predstavnike v televizijskem šovu, imenovanem Supernova.

## Latvijski predstavniki
| Leto | Glasbeniki             | Pesem                 | Jezik                   | Finale             | Točke              | Polfinale            | Točke                |
| ---- | ---------------------- | --------------------- | ----------------------- | ------------------ | ------------------ | -------------------- | -------------------- |
| 2000 | Brainstorm             | "My Star"             | Angleščina              | 3.                 | 136                | Ni bilo polfinalov   | Ni bilo polfinalov   |
| 2001 | Arnis Mednis           | "Too Much"            | Angleščina              | 18.                | 16                 | Ni bilo polfinalov   | Ni bilo polfinalov   |
| 2002 | Marie N                | "I Wanna"             | Angleščina              | 1.                 | 176                | Ni bilo polfinalov   | Ni bilo polfinalov   |
| 2003 | F.L.Y.                 | "Hello from Mars"     | Angleščina              | 24.                | 5                  | Ni bilo polfinalov   | Ni bilo polfinalov   |
| 2004 | Fomins & Kleins        | "Dziesma par laimi"   | Latvijščina             | Brez finala        | Brez finala        | 17.                  | 23                   |
| 2005 | Walters & Kazha        | "The War Is Not Over" | Angleščina              | 5.                 | 153                | 10.                  | 85                   |
| 2006 | Vokalna skupina Cosmos | "I Hear Your Heart"   | Angleščina              | 16.                | 30                 | Top 11 prejšnje leto | Top 11 prejšnje leto |
| 2007 | Bonaparti.lv           | "Questa notte"        | Italijanščina           | 16.                | 54                 | 5.                   | 168                  |
| 2008 | Pirates of the Sea     | "Wolves of the Sea"   | Angleščina              | 12.                | 83                 | 6.                   | 86                   |
| 2009 | Intars Busulis         | "Probka" (Пробка)     | Ruščina                 | Brez finala        | Brez finala        | 19.                  | 7                    |
| 2010 | Aisha                  | "What For?"           | Angleščina              | Brez finala        | Brez finala        | 17.                  | 11                   |
| 2011 | Musiqq                 | "Angel in Disguise"   | Angleščina              | Brez finala        | Brez finala        | 17.                  | 25                   |
| 2012 | Anmary                 | "Beautiful Song"      | Angleščina              | Brez finala        | Brez finala        | 16.                  | 17                   |
| 2013 | PeR                    | "Here We Go"          | Angleščina              | Brez finala        | Brez finala        | 17.                  | 13                   |
| 2014 | Aarzemnieki            | "Cake to Bake"        | Angleščina              | Brez finala        | Brez finala        | 13.                  | 33                   |
| 2015 | Aminata                | "Love Injected"       | Angleščina              | 6.                 | 186                | 2.                   | 155                  |
| 2016 | Justs                  | "Heartbeat"           | Angleščina              | 15.                | 132                | 8.                   | 132                  |
| 2017 | Triana Park            | "Line"                | Angleščina              | Brez finala        | Brez finala        | 18.                  | 21                   |
| 2018 | Laura Rizzotto         | "Funny Girl"          | Angleščina              | Brez finala        | Brez finala        | 12.                  | 106                  |
| 2019 | Carousel               | "That Night"          | Angleščina              | Brez finala        | Brez finala        | 15.                  | 50                   |
| 2020 | Samanta Tīna           | "Still Breathing"     | Angleščina              | Festival odpovedan | Festival odpovedan | Festival odpovedan   | Festival odpovedan   |
| 2021 | Samanta Tīna           | "The Moon Is Rising"  | Angleščina              | Brez finala        | Brez finala        | 17.                  | 14                   |
| 2022 | Citi Zēni              | "Eat Your Salad"      | Angleščina              | Brez finala        | Brez finala        | 14.                  | 55                   |
| 2023 | Sudden Lights          | "Aijā"                | Angleščina, Latvijščina | Brez finala        | Brez finala        | 11.                  | 34                   |
| 2024 | Dons                   | "Hollow"              | Angleščina              | 16.                | 64                 | 7.                   | 72                   |
| 2025 | Tautumeitas            | "Bur man laimi"       | Latvijščina             | 13.                | 158                | 2.                   | 130                  |